# Whitey on the Moon
Whitey on The Moon è una poesia parlata o spoken word del 1970 di Gil Scott-Heron. È la nona traccia dell'album di debutto di Scott-Heron Small Talk at 125th and Lenox. Il testo, ispirato all'allunaggio del 1969, tratta dell'ineguaglianza socio-culturale e razziale negli Stati Uniti della fine degli anni sessanta.